# 翠微宫
翠微宫是唐代行宫之一。
地处秦岭山脉北麓、青华山东南方，今西安市长安区滦镇街道办事处南部。距西安市中心19公里外，位于翠微山下，海拔1568米。原为太和宫，贞观初年已废弃，翠微宫是工部尚书阎立德为唐太宗李世民避暑主持整理修建，贞观二十一年（647年）建成后，太宗开始在此避暑，处理朝政。649年，唐太宗驾崩在终南山上的翠微宫含風殿。